# 中華民國抗戰勝利紀念章
中華民國抗戰勝利紀念章爲中華民國政府紀念對日抗戰勝利，頒給參與對日抗戰之中華民國國軍官兵。此章事逾70年二次頒贈，為中華民國勛賞之創舉。紀念章首次於1946年10月頒發抗戰有功官兵，2015年為紀念抗戰勝利70週年再次頒贈抗戰老兵。

## 目的

### 2015年
凡1945年9月3日前入伍參與抗戰之國軍官兵，錄輯有案或主動申請之人員頒予紀念章乙座，藉以表彰國軍先烈先賢於抗戰期間冒險犯難、出生入死、犧牲奉獻之偉大愛國情操。另，對抗戰有功之民間與外籍人士，也列入頒發之對象。

## 頒給對象

### 2015年
- 錄輯有案之官兵，對抗戰有功之民間與外籍人士，由中華民國國防部與中華民國國軍退除役官兵輔導委員會造冊頒與。
- 主動申請人員：「參與抗戰本人」填妥申請表送國防部審頒。「已故抗戰先進遺族」（二等親內家屬代表），限自2015年7月16日至2016年1月31日止申請（逾期不受理），依實際數量於2015年11月1日起審頒寄發。[3]
- 對於抗戰期間納入國軍編制具有中國共產黨背景的國民革命軍第八路軍和新四軍，是否能夠申請受頒？國防部表示，只要是1945年9月3日前參與抗戰有功的「中華民國國軍」官兵都會頒發，不論現居住於臺、澎、金、馬地區，或是旅居海外、港澳及大陸地區者，之後歸屬的國籍非考量因素，從寬認定。[4]

## 章體涵義
2015年獎章之章體與涵義，同1946年前頒抗戰勝利紀念章，只是在色澤上微調。紀念章為「襟授」式，緞帶外側至內為紅藍黃三色，中置中華民國國徽。章體之外觀，下方為象徵七七事變的盧溝橋，上方有一面中華民國國旗及當時領導抗戰的中國國民黨黨旗，中間為時任國民政府主席兼國民政府軍事委員會委員長兼中國國民黨總裁蔣中正，主要是紀念由蔣中正帶領國軍對日抗戰勝利戰果。

## 隨發文件
2015年國防部審頒紀念章時，同時製發「紀念章證明書」乙幀，填註申請人抗戰勝利時軍種軍階；並附「中華民國對日抗戰紀要」乙份，以勉懷先賢先烈為國犧牲奉獻之精神。唯紀念章不得比照勳章、獎章核發退除給與或慰問金。

## 頒發數量
1946年10月頒發的「抗戰勝利紀念章」有4,000餘枚。此次2015年版自該年6月至11月已頒發達10,000餘人，包括台灣8,856人、港澳25人、海外251人、中國大陸922人。2015年12月29日，中華民國總統兼中國國民黨主席馬英九出席國軍將官晉任授階典禮時表示，目前已發給一萬三千多位老兵。

## 頒發方式
紀念章藉各式紀念抗戰勝利活動由總統或政府首長頒與授獎代表，或由國防部、國軍退除役官兵輔導委員會與駐外單位頒與，或採寄發之方式。國防部審查核發第1萬人領取紀念章者，是1925年出生、居於新北市板橋區的前中華民國陸軍少校閔前聖：他於1941年入伍，曾參與長沙會戰及湘西會戰等戰役，1960年6月1日退役，於11月11日由時任總統馬英九親自頒發第1萬座紀念章。